# حزقيال كارلوس كاباييرو فيغا
حزقيال كارلوس كاباييرو فيغا (بالإسبانية: Juan Carlos Caballero Vega)‏ هو سياسي مكسيكي، ولد في 24 يونيو 1900 في المكسيك، وتوفي بنفس المكان في 30 مارس 2010.